# Магнітне коло

Магнітне коло

Магнітне коло складається з одного або кількох замкнених контурів, котрі містять магнітний потік. Потік зазвичай створюється постійними магнітами або електромагнітами та утримується по ходу магнітними осердями, що складаються з феромагнітних матеріалів, зокрема таких як залізо, хоча на шляху можуть бути повітряні проміжки або інші матеріали. Магнітні кола використовуються для ефективного розподілу магнітних полів у багатьох пристроях, як от електродвигуни, генератори, трансформатори, реле, підіймальні електромагніти, СКВІДи (надпровідні квантові інтерферометри), гальванометри та магнітні записувальні головки.
Зв'язок між магнітним потоком, магніторушійною силою та магнітним опором у ненасиченому магнітному колі можна описати законом Гопкінсона, який має зовнішню схожість із законом Ома в електричних колах, що приводить до однозначної відповідності між властивостями магнітного кола і подібного електричного кола. Використовуючи цю концепцію, магнітні поля складних пристроїв, таких як трансформатори, можна швидко визначити за допомогою методик і способів, розроблених для електричних кіл.
Деякі приклади магнітних кіл:
- підковоподібний магніт із залізним якорем (схема з низьким опором)

- підковоподібний магніт без якоря (коло з високим опором)

- електродвигун (коло зі змінною реактивністю)

- деякі типи звукознімачів (схеми змінного опору)

## Магніторушійна сила (МРС)
Подібно до того, як електрорушійна сила (ЕРС) забезпечує рух (струм) електричних зарядів в електричних колах, магніторушійна сила (МРС) «керує» магнітним потоком крізь магнітні кола (магнітопроводи). Однак термін «магніторушійна сила» є не зовсім правильним, оскільки це не сила і у цьому разі нічого не рухається. Напевно, краще це назвати просто МРС. Подібно до вирішення ЕРС, магніторушійна сила {\displaystyle {\mathcal {F}}} у замкненому контурі визначається як:
{\displaystyle {\mathcal {F}}=\oint \mathbf {H} \cdot \mathrm {d} \mathbf {l} .}
МРС являє собою потенціал, котрий правдоподібно отримає певний магнітний заряд, завершивши петлю. Керований магнітний потік, не є струмом магнітного заряду; він просто має таке ж відношення до МРС, як електричний струм стосується ЕРС. Одиницею магніторушійної сили в системі СІ є ампер-виток (At), представлений стійким постійним електричним струмом потужністю один ампер, що протікає в одновитковій петлі з електропровідного матеріалу у вакуумі. Гільберт (Gb), встановлений IEC 1930 року, як одиниця магніторушійної сили в системі СГС, є дещо меншою одиницею, ніж ампер-виток. Одиниця названа на честь Вільяма Гілберта (1544–1603), англійського лікаря та натурфілософа.
{\displaystyle {\begin{aligned}1\;{\text{Gb}}&={\frac {10}{4\pi }}\;{\text{At}}\\&\approx 0.795775\;{\text{At}}\end{aligned}}}
Часто магніторушійну силу можна швидко обчислити за допомогою закону Ампера. Наприклад, магніторушійна сила {\displaystyle {\mathcal {F}}} довгої котушки дорівнює:
{\displaystyle {\mathcal {F}}=NI}
де N - кількість витків, а I - сила струму в котушці. На ділі це рівняння застосовується для МРС справжніх індуктивностей, де N є індексом контуру відносно точки витка котушки індуктивності.

## Магнітний потік
Застосована МРС «керує» магнітним потоком крізь магнітні складові системи. Магнітний потік крізь певну магнітну ділянку магнітопроводу, пропорційний числу силових ліній магнітного поля, які проходять крізь площину поперечного перерізу цієї частини. Це чисте число, тобто кількість, котра проходить в одному напрямку, за винятком числа силових ліній, що проходить в іншому напрямку. Напрямок вектора B магнітного поля, за визначенням, від південного до північного полюса всередині магніту; зовні, лінії поля йдуть з півночі на південь.
Потік крізь елемент із площею, перпендикулярною до напрямку магнітного поля, визначається добутком магнітного поля на площу елемента. Більш загально, магнітний потік Φ визначається скалярним добутком магнітного поля та вектора елемента площі. Кількісно магнітний потік крізь поверхню S визначається як інтеграл магнітного поля по площі поверхні
{\displaystyle \Phi _{m}=\iint _{S}\mathbf {B} \cdot \mathrm {d} \mathbf {S} .}
Для магнітного складника площа S, яка використовується для обчислення магнітного потоку Φ, зазвичай обирається як площа поперечного перерізу цього складника.
Одиницею вимірювання магнітного потоку в СІ є вебер (у похідних одиницях: вольт-секунди), а одиницею щільності магнітного потоку (або «магнітної індукції»,  B) є вебер на квадратний метр, або тесла.

## Схемні моделі
Найпоширенішим способом представлення магнітного кола, є модель опору-неактивності, яка забезпечує подібність між електричними та магнітними колами. Ця модель придатна для систем, які містять лише магнітні складові, але для моделювання системи, яка передбачає як електричні, так і магнітні складники, вона має серйозні вади. Вона не моделює належним чином потужність і потік енергії між електричним і магнітним частинами. Це пояснюється тим, що електричний опір розсіює енергію у повітря, тоді як магнітний опір зберігає її та повертає згодом. Іншою моделлю, яка правильно моделює потік енергії, є модель гіратора–конденсатора.

## Модель опору–небажання
Модель опору-неактивності для магнітних кіл є моделлю зосереджених елементів, яка робить електричний опір подібним магнітному опору.

### Закон Гопкінсона
В електричних колах закон Ома є емпіричним співвідношенням між ЕРС {\displaystyle {\mathcal {E}}} що подається на елемент, і струмом {\displaystyle I} який вона пропускає крізь цей елемент. Це записується так:{\displaystyle {\mathcal {E}}=IR.}де R - електричний опір цього матеріалу. Існує аналог закону Ома, який використовується в магнітних колах. Цей закон часто називають законом Гопкінсона на честь Джона Гопкінсона, але насправді він був сформульований раніше Генрі Ровландом 1873 року. У ньому зазначено, що{\displaystyle {\mathcal {F}}=\Phi {\mathcal {R}}.}де {\displaystyle {\mathcal {F}}} — магніторушійна сила (МРС) на магнітному елементі, {\displaystyle \Phi } — магнітний потік через магнітний елемент, а {\displaystyle {\mathcal {R}}} — магнітний опір цього елемента. (Згодом буде доведено, що цей зв’язок зумовлений емпіричним зв’язком між  H-полем та магнітним полем B, B=μH, де μ – проникність матеріалу). Як і закон Ома, закон Гопкінсона можна інтерпретувати або як емпіричне рівняння, котре працює для деяких матеріалів, або як визначення магнітного опору. Закон Гопкінсона не є цілковитою подібністю із законом Ома з точки зору моделювання потужності та потоку енергії. Зокрема, немає розсіювання потужності, пов’язаного з магнітним опором, так само, як присутнє розсіювання на електричному опорі. Магнітний опір, який є справжньою схожістю з електричним опором у цьому відношенні, визначається як співвідношення магніторушійної сили та швидкості зміни магнітного потоку. Тут швидкість зміни магнітного потоку замінює електричний струм, а подібність із законом Ома виглядає так:{\displaystyle {\mathcal {F}}={\frac {d\Phi }{dt}}R_{\mathrm {m} },}де {\displaystyle R_{\mathrm {m} }}— магнітний опір. Цей зв’язок є частиною електромагнітної аналогії, яка називається моделлю гіратор-конденсатор, що призначена для подолання хиб моделі опору. Модель гіратор-конденсатор, натомість, є частиною ширшої групи сумісних подібностей, які використовуються для моделювання систем у багатьох енергетичних галузях.